# Додекафонија
Додекафонија (од грч. δόδεκα дванаест), дванаесттонска музика, композициони поступак који се, по класичној Шенберговој (Arnold Schönberg) дефиницији, 
састоји у сталној и искључивој употреби низа састављеног од дванаест различитих тонова.
Сам Шенберг је описао систем као „метод компоновања са дванаест тонова који су повезани само један са другим“. Обично се сматра обликом серијализма. Шенбергов сународник и савременик Хауер је такође развио сличан систем користећи неуређене хексакорде или тропе — али неповезано са Шенберговом дванаест-тонском техником. Други композитори су креирали систематску употребу хроматске скале, али се Шенбергов метод сматра историјски и естетски најзначајнијим.1 Овај постпуак је први пут дословно примењен у Шенберговом оп. 23, Пет клавирских композиција, насталих у периоду од 1921. до 1923. године. Дванаесттонска техника се не везује на законе тоналитета и тиме условљене системе мола и дура, тако да се код једне додекафоне композиције не може говорити о одређеном тоналитету. 
Додекафона композиција се заснива на једном низу (серији) по избору композитора распоређених дванаест тонова хроматске лествице. Ови су тонови међусобно равноправни, и не може бити речи ни о каквом тоналном центру, као што је случај са тоналном музиком. Као пример, навешћемо два додекафона низа из Шенбергових дела:
Током протеклих деценија, класична додекафонија је еволуирала у такозвану серијалну музику. Поред Шенберга, за чије се име додекафонија најчешће везује, најмаркантнији представници овог правца су Албан Берг (Alban Berg) и Антон Веберн (Anton Webern), у чијем је случају дошао до изражаја такозвани поентилизам.

## Историја употребе
Техници дванаест тонова претходили су „слободно“ атонални комади 1908–1923. који, иако „слободни“, често имају као „интегративни елемент... минутну интервалну ћелију“ која се поред експанзије може трансформисати као са тоном реда, и у којем појединачне белешке могу „функционисати као кључни елементи, да би се омогућило преклапање исказа основне ћелије или повезивање две или више основних ћелија“. Дванаестотонској техници је такође претходила „недодекафонска серијска композиција“ која се самостално користила у делима Александра Скрјабина, Игора Стравинског, Беле Бартока, Карла Раглса и других. Оливер Нејбор тврди да је Барток био „први композитор који је свесно користио групу од дванаест нота у структуралне сврхе“, 1908. са трећом од својих четрнаест багатела. „У суштини, Шенберг и Хауер су систематизовали и дефинисали за своје додекафонске сврхе свепрожимајућу техничку карактеристику ’модерне’ музичке праксе, остинато“. Осим тога, Џон Ковач тврди да је стриктна разлика између њих, коју су нагласили аутори укључујући Перлеа, пренаглашена:
Разлика која се често прави између Хауера и Шенбергове школе – да је музика првог заснована на неуређеним хексакордима, док је друга заснована на наређеној серији – лажна је: иако је писао дела која би се могла сматрати „комадима тропа“, много Хауерове дванаестогласне музике користи уређени низ.
„Строго уређење“ Друге бечке школе, с друге стране, „било је неизбежно ублажено практичним разматрањима: они су радили на основу интеракције између уређених и неуређених збирки тонова“."
Рудолф Рети, рани заговорник, наводи: „Заменити једну структурну силу (тоналитет) другом (повећано тематско јединство) је заиста основна идеја иза технике дванаест тонова“, тврдећи да је настала из Шенбергове фрустрације слободном атоналношћу, пружајући „позитивну премису“ за атоналност. У Хауеровом револуционарном делу Номос, оп. 19 (1919) користио је одељке од дванаест тонова да би означио велике формалне поделе, као на пример са пет уводних изјава исте серије од дванаест тонова, наведених у групама од пет нота које чине дванаест фраза од пет нота.
Чарлс Воринен је у интервјуу из 1962. рекао да, док „већина Европљана каже да су 'превазишли' и 'исцрпели' систем од дванаест тонова", у Америци је "систем од дванаест тонова пажљиво проучаван и генерализован у здање импресивније од било ког до сада познатог.“
Амерички композитор Скот Бредли, најпознатији по својим музичким партитурама за дела попут Том & Џери и Друпи Дог, користио је технику од 12 тонова у свом раду. Бредли је овако описао своју употребу:
Систем дванаест тонова обезбеђује прогресије „ван овог света“ које су толико неопходне да би се описале фантастичне и невероватне ситуације које садрже данашњи цртани филмови.
Пример Бредлијеве употребе технике за преношење напетости јавља се у кратком филму Тома и Џерија „Puttin' on the Dog” из 1953. У сцени у којој миш, носећи маску пса, трчи преко дворишта паса „прерушен”, хроматска скала представља како покрете миша, тако и приближавање сумљичавог пса, одсликана нижим октавама. Осим што је радио у партитурама за цртане филмове, Бредли је такође компоновао тонске поеме које су извођене на концертима у Калифорнији.
Рок гитариста Рон Јарзомбек користио је дванаест-тонски систем за компоновање проширене представе предузећа Blotted Science под називом The Animation of Entomology. Ставио је ноте у сат и преуредио их да се користе тако да су једна поред друге или узастопне. Свој метод је назвао „Дванаест тонова у фрагментисаним редовима.“